# 徐雅琪
徐雅琪，台灣女性電視製作人、廣播主持人，世界新聞專科學校畢業後即加入福隆製作公司擔任《連環泡》編劇，後接任《連環泡》製作人；1991年轉任《笑星撞地球》製作人。並跨足廣播，在中國廣播公司主持《新歌金曲》、《新聞網》，在台北之音主持《妹妹俱樂部》等廣播節目。有「最美麗製作人」、「明星製作人」之稱。1993年與《連環泡》主持人邰智源結婚。2016年羅志祥表示，他最感謝徐雅琪，因為他參加中國電視公司《歡樂傳真》舉辦之「四大天王就是你」模仿大賽，「邰哥的老婆是評審，給了我重新再表演一次的機會，最後我才會得到那冠軍！」目前正致力於主持個人Podcast節目《星光夜語》，2020年6月出版首張有聲書專輯《徐雅琪的學霸養成記》。

## 外部連結
- 徐雅琪的Facebook專頁
- 星光夜語 - 徐雅琪的Podcast （页面存档备份，存于）
- 徐雅琪的學霸養成記 （页面存档备份，存于）